# Carex krascheninnikovii
Carex krascheninnikovii là một loài thực vật có hoa trong họ Cói. Loài này được Kom. ex V.I.Krecz. mô tả khoa học đầu tiên năm 1941.